# Cavaller Lluna
El Cavaller Lluna (a l'original Moon Knight) (Marc Spector) és un personatge de ficció que apareix als còmics de Marvel Comics. Creat pel guionista Doug Moench i el dibuixant Don Perlin, el personatge va aparèixer per primera vegada a Werewolf by Night nº32 (agost de 1975).
Fill d'un rabí, Marc Spector va servir a la Força de Reconeixement del Cos dels Marines dels Estats Units i breument com a agent de la CIA abans de convertint-se en un mercenari al costat del seu amic Jean-Paul "Frenchie" DuChamp. Durant una feina al Sudan, Spector es va horroritzar quan el despietat company mercenari Raoul Bushman ataca i mata l'arqueòleg Dr. Alraune davant la filla i col·lega de l'home, Marlene Alraune. Després de lluitar contra Bushman i ser deixat per mort, un Spector ferit de mort arriba a la tomba recentment desenterrada d'Alraune i es col·loca davant una estàtua del déu de la lluna egipci Khonsu. Spector mor, i de sobte ressuscita, completament curat. Afirma que Khonsu vol que sigui el «cavaller de la lluna», redimint la seva vida de violència i ara protegint i venjant els innocents. Tot i que les primeres històries donen a entendre que Spector és simplement boig, més tard es revela que Khonsu és real. Al seu retorn als Estats Units, Spector inverteix els seus beneficis mercenaris en convertir-se en el lluitador contra el crim "Caballer Lluna", ajudat per Frenchie i Marlene Alraune, que es converteix en la seva amant i, finalment, en la mare de la seva filla. Juntament amb el seu alter ego disfressat, utilitza principalment altres tres identitats per obtenir informació de diferents cercles socials: l'home de negocis milionari Steven Grant, el conductor de taxi Jake Lockley, i el detectiu adequat i consultor de la policia Mr. Knight.
Més tard es revela que Moon Knight té un trastorn dissociatiu de la identitat (conegut incorrectament com a esquizofrènia en algunes històries) i que les alteracions coneguts com a Grant i Lockley es van manifestar originalment durant la seva infància. Es debat en diferents històries si Spector té una transtorn genuí a causa d'un trauma infantil o si els seus símptomes similars són el resultat del "dany cerebral" causat per la seva connexió psíquica amb Khonsu, una connexió que obliga la seva personalitat a canviar entre els quatre aspectes principals del la naturalesa polièdrica del déu de la lluna («el viatger», «el buscador», «l'abraçador» i «el defensor dels que viatgen de nit»). Khonshu afirma que va crear una connexió psíquica amb Spector, Grant i Lockley quan aquests últims eren joves, dècades abans que es convertís en Moon Knight.
Moon Knight va ser nomenat per Wizard el 149é personatge de comic-book més gran de tots els temps. IGN també va llistar Moon Knight 89é entre tots els personatges de comic-book, dient que Moon Knight és més o menys el que hauria passat si Batman haguera patit un trastorn de personalitat múltiple, i com a nº49 en la seua llista dels "50 Millors Venjadors".
El personatge ha fet aparicions en diversos mitjans fora dels còmics, incloses sèries animades i videojocs. Oscar Isaac interpreta el personatge a la sèrie de televisió d'acció en viu del Marvel Cinematic Universe Moon Knight (2022), emesa a Disney+.

## Creació
En una entrevista, Doug Moench va recordar la gènesi del personatge: «Algú va mencionar a l'oficina i va suggerir que utilitzès el Comitee, i que hauria de tornar al Comitee, i després vaig descobrir qui eren el Comitè i vaig pensar, bé, són molt avorrits, no els vull fer servir. I després vaig pensar, espera un moment, què tal, si el Comitee contracta un mercenari, per matar l'home llop, i vaig pensar que sí que és una bona idea nou personatge i no seran aquests avorrits amb vestits de negocis, seria un personatge cridaner, doncs, vaig dir qui és el millor per matar l'home llop? Bé, algú que fa servir armes de plata perquè la plata fa mal a l'home llop. I lligat a la nit perquè l'home llop només surt a la nit, i basaré aquest personatge en la Lluna, perquè la Lluna fa que l'home llop canviï, i això serà el contrari de l'home llop, i tan bon punt vaig dir la Lluna vaig dir, oh, tindré una disfressa que és com la Lluna, només en blanc i negre, azabaixa i plata, sense color a la disfressa.»
Don Perlin també va comentar sobre la creació del personatge: «Ens van dir que necessitàvem un personatge disfressat al còmic. Així que Doug i jo vam crear el Caballer Lluna. Volia que el vestit fos blanc i negre. Ja que havia de sortir en una pàgina de color, això el faria una mica diferent. Tenia una batuta de plata que podia utilitzar quan lluitava contra homes llop. Mireu, el van contractar per matar l'home llop.»